# Найсильніша людина світу
Найсильніша людина світу (англ. World's Strongest Man) — змагання з силової атлетики, найважливіша подія в житті кожного стронґмена. Організатори: TWI (англ.), підрозділ компанії IMG Media. Змагання проходять приблизно в кінці грудня кожного року. Суперники, які беруть участь у змаганнях, визначаються після серії гран-прі подій World's Strongest Man Super Series або після серії національних або міжнародних змагань. Тридцять учасників змагаються протягом п'яти турів змагання, перші два переможці кожної частини змагання потрапляють у фінал. У підсумку у фінал потрапляє 10 осіб.
Спонсором заходу виступає компанія SBD. Головний приз змагань — трофей RV.

## Країни-лідери
| Країна          | Золото | Срібло | Бронза | Всього |
| США             | 12     | 9      | 11     | 32     |
| Ісландія        | 9      | 7      | 5      | 21     |
| Велика Британія | 8      | 5      | 8      | 21     |
| Польща          | 5      | 5      | 0      | 10     |
| Литва           | 4      | 7      | 0      | 11     |
| Фінляндія       | 3      | 3      | 5      | 11     |
| Україна         | 2      | 0      | 3      | 5      |
| Швеція          | 1      | 3      | 4      | 8      |
| Нідерланди      | 1      | 2      | 4      | 7      |
| Канада          | 1      | 2      | 4      | 7      |
| Норвегія        | 1      | 1      | 1      | 3      |
| Данія           | 0      | 2      | 0      | 2      |
| ПАР             | 0      | 1      | 1      | 2      |
| Австрія         | 0      | 1      | 0      | 1      |
| Латвія          | 0      | 0      | 1      | 1      |
| Росія           | 0      | 0      | 1      | 1      |

## Зала слави
Зала слави ССЧП була заснована у 2008 році з метою віддати шану найбільш гідним учасникам змагань за всю їх історію існування. Станом на 2012 рік у Залі слави перебуває 3 спортсмени: Маріуш Пудзяновський, Свенд Карлсен і Йон Палл Сігмарссон. Офіційний вебсайт ССЧП проводить онлайн-опитування, щоб визначити, хто буде занесений у список Залу слави за результатами голосування фанатів.